# 1430-е годы
1430-е (ты́сяча четы́реста тридца́тые) го́ды по юлианскому календарю — промежуток времени с 1 января 1430 года по 31 декабря 1439 года, включающий 1430 год 3-го десятилетия   и с 1431 по 1439 годы    4-го десятилетия XV века 2-го тысячелетия.  Они закончились 586 лет назад.

## Важнейшие события
- Империя Кхмеров прекратила существование (1431) после засухи и завоевания тайским государством Аютия при правлении Бороммарахатирата II[англ.] (1424—1448).
- Большая Орда (1433—1502). Казанское ханство (1438/1445—1552).
- Династия Габсбургов становится во главе объединения Австрии, Германии, Чехии и Венгрии (1438; Альбрехт V) с сохранением внутренней раздробленности.

## Годы

### 1430
- Основан Орден Золотого Руна[1].
- Начало соляного промысла на берегу реки Усолки купцами Калинниковыми. Основание города, который сейчас называется Соликамск (Пермский край).
- Кардинал Бессарион нашёл поэму «Похищение Елены» древнегреческого поэта Коллуфа
- Завоевание Салоник турками султана Мурада.
- Весна — Пленение Жанны д’Арк бургундцами при осаде Компьена.
- Захват польскими войсками Западной Подолии.
- Восстание крестьян в Трансильвании. Восстание в Северной Венгрии.

### 1438
- 95-летняя Нанг Кео Пхимпха на несколько месяцев становится царствующей королевой Лансанга, но затем её свергают и убивают.